# Crkvena lira
Crkvena lira je hrvatska crkvena pjesmarica za liturgijsku glazbu. 
Priredio ju je hrvatski skladatelj i orguljaš o. Fortunat Pintarić OFM, ali pokušaj tiskanja nije uspio. Napisao ju je 1860. godine.